# (5609) Stroncone
(5609) Stroncone es un asteroide perteneciente al cinturón de asteroides descubierto el 22 de marzo de 1993 por Antonio Vagnozzi desde el Observatorio Astronómico de Santa Lucia di Stroncone, Stroncone, Italia.

## Designación y nombre
Designado provisionalmente como 1993 FU. Fue nombrado Stroncone por el lugar donde se encuentra el observatorio de Santa Lucía. Se cree que el nombre Stroncone proviene del griego 'astronicos', de 'astron' (estrella) e 'iconos' (imagen), por lo que es un nombre muy apropiado para el sitio de un observatorio astronómico.

## Características orbitales
Stroncone está situado a una distancia media del Sol de 3,088 ua, pudiendo alejarse hasta 3,558 ua y acercarse hasta 2,617 ua. Su excentricidad es 0,152 y la inclinación orbital 1,384 grados. Emplea 1982,24 días en completar una órbita alrededor del Sol.

## Características físicas
La magnitud absoluta de Stroncone es 12,8. Tiene 14,286 km de diámetro y su albedo se estima en 0,065. 